# Мишлон, Осеан
Осеан Мишлон (фр. Océane Michelon; род. 4 марта 2002 года, Шамбери) — французская биатлонистка, чемпионка мира 2025 года в эстафете, призёр и победитель этапов Кубка мира.

## Спортивная карьера
Осеан Мишлон дебютировала на международном уровне в 2020 году на чемпионате мира среди юниоров в Ленцерхайде, где стала бронзовым призёром в спринте среди девушек до 19 лет.
В сезоне 2021/2022 дебютирует на взрослом Кубке IBU в Брезно-Осрблье, где показывает 10-й результат в короткой индивидуальной гонке. Выступает на чемпионате Европы 2022 в Арбере, лучший личный показатель — 12-е место в спринте и преследовании. На чемпионате мира среди юниоров в американском Солджер Холлоу выигрывает серебро в индивидуальной гонке и бронзу в эстафете среди юниорок до 22 лет.
В сезоне 2022/2023 на юниорском Кубке IBU выигрывает золото в индивидуальной гонке в Обертиллиахе, на этапе в Хаанье становится серебряным призёром в эстафете.
Сезон 2023/2024 начинает на Кубке IBU. На первом этапе в Контиолахти выигрывает бронзовые награды в спринте и смешанной эстафете. В Шушене выигрывает золото в спринтерской гонке и получает возможность дебютировать на Кубке мира в Оберхофе. Выступает на чемпионате Европы 2024 в Осрблье, где после 9 места в спринте берёт бронзу в преследовании, а потом и серебро в смешанной эстафете. После чемпионата выступает на Кубке IBU в Обертиллиахе, где выигрывает серебряные медали в спринте и преследовании, на последнем этапе берёт бронзу в спринте и завершает сезон серебром масс-старта. По итогам сезона Осеан Мишлон выиграла общий зачет Кубка IBU, а также зачет спринтов и гонок преследования.
Сезон 2024/2025 становится первым, который Осеан полностью проводит на Кубке мира. В гонках показывает стабильные результаты, часто оказываясь в топ-10. На этапе в Рупольдинге в составе эстафетной команды выигрывает бронзу — свою первую награду Кубка мира. Ещё одну бронзу в эстафете зарабатывает в Антхольце. На чемпионате мира 2025 в Ленцерхайде выигрывает золотую награду в эстафетной гонке и серебро в масс-старте. Приняла участие в шведской шоу-гонке Skidskyttekampen на стадионе в Стокгольме, выступив в сингл-миксте с Эриком Перро, дуэт смог квалифицироваться в финал, где в итоге финишировали 8-е. На этапе Кубка мира в Нове-Место Осеан после 13-го места в спринте стала бронзовым призёром гонки преследования. Там же в составе эстафетной команды взяла золото. На этапе в Поклюке становится серебряным призёром в смешанной эстафете. По результатам сезона Мишлон занимает 5-е место в общем зачёте и выигрывает зачёт среди биатлонисток до 23 лет. 

## Результаты

### Подиумы на Кубке мира и ЧМ
| №  | Сезон     | Место проведения | Гонка               | Место |
| -- | --------- | ---------------- | ------------------- | ----- |
| 1. | 2024/2025 | ЧМ Ленцерхайде   | Масс-старт          | 2     |
| 2. | 2024/2025 | Нове-Место       | Гонка преследования | 3     |

| №  | Сезон     | Место проведения | Гонка              | Место |
| -- | --------- | ---------------- | ------------------ | ----- |
| 1. | 2024/2025 | Рупольдинг       | Эстафета           | 3     |
| 2. | 2024/2025 | Антхольц         | Эстафета           | 3     |
| 3. | 2024/2025 | ЧМ Ленцерхайде   | Эстафета           | 1     |
| 4. | 2024/2025 | Нове-Место       | Эстафета           | 1     |
| 5. | 2024/2025 | Поклюка          | Смешанная эстафета | 2     |

### Результаты на Чемпионатах мира
| Год  | Место проведения | Спринт | Гонка преследования | Индивидуальная гонка | Масс-старт | Эстафета | Смешанная эстафета | Сингл-микст |
| ---- | ---------------- | ------ | ------------------- | -------------------- | ---------- | -------- | ------------------ | ----------- |
| 2025 | Ленцерхайде      | 12     | 13                  | 18                   | 2          | 1        | —                  | —           |

### Кубок мира
Результаты сезонов на Кубке мира
| Сезон     | Заработанные очки | Общий зачёт | Индивидуальная гонка | Спринт | Гонка преследования | Масс-старт |
| --------- | ----------------- | ----------- | -------------------- | ------ | ------------------- | ---------- |
| 2023/2024 | 21                | 74          | —                    | 65     | 74                  | —          |
| 2024/2025 | 760               | 5           | 3                    | 10     | 5                   | 5          |

| 2024/2025 Итоги | 2024/2025 Итоги | Контиолахти | Контиолахти | Контиолахти | Контиолахти | Контиолахти | Контиолахти | Хохфильцен | Хохфильцен | Хохфильцен | Анси | Анси | Анси | Оберхоф | Оберхоф | Оберхоф | Оберхоф | Рупольдинг | Рупольдинг | Рупольдинг | Антхольц | Антхольц | Антхольц | ЧМ Ленцерхайде | ЧМ Ленцерхайде | ЧМ Ленцерхайде | ЧМ Ленцерхайде | ЧМ Ленцерхайде | ЧМ Ленцерхайде | ЧМ Ленцерхайде | Нове-Место | Нове-Место | Нове-Место | Поклюка | Поклюка | Поклюка | Поклюка | Осло | Осло | Осло |
| Очков           | Место           | Осм         | См          | Эст         | КорИнд      | Спр         | МС          | Спр        | Пр         | Эст        | Спр  | Пр   | МС   | Спр     | Пр      | Осм     | См      | Инд        | Эст        | МС         | Спр      | Пр       | Эст      | См             | Спр            | Пр             | Инд            | Осм            | Эст            | МС             | Спр        | Пр         | Эст        | КорИнд  | МС      | См      | Осм     | Спр  | Пр   | МС   |
| 760             | 5               | —           | —           | —           | 7           | 10          | 17          | 21         | 19         | —          | 34   | 11   | 8    | 6       | 4       | —       | —       | 4          | 3          | 8          | 7        | 5        | 3        | —              | 12             | 13             | 18             | —              | 1              | 2              | 13         | 3          | 1          | 5       | 13      | 2       | —       | 18   | 25   | 4    |

| 2023/2024 Итоги | 2023/2024 Итоги | Эстерсунд | Эстерсунд | Эстерсунд | Эстерсунд | Эстерсунд | Эстерсунд | Хохфильцен | Хохфильцен | Хохфильцен | Ленцерхайде | Ленцерхайде | Ленцерхайде | Оберхоф | Оберхоф | Оберхоф | Рупольдинг | Рупольдинг | Рупольдинг | Антхольц | Антхольц | Антхольц | Антхольц | ЧМ Нове-Место | ЧМ Нове-Место | ЧМ Нове-Место | ЧМ Нове-Место | ЧМ Нове-Место | ЧМ Нове-Место | ЧМ Нове-Место | Осло | Осло | Осло | Осло | Солджер Холлоу | Солджер Холлоу | Солджер Холлоу | Канмор | Канмор | Канмор |
| Очков           | Место           | Осм       | См        | Инд       | Эст       | Спр       | Пр        | Спр        | Пр         | Эст        | Спр         | Пр          | МС          | Спр     | Пр      | Эст     | Эст        | Спр        | Пр         | КорИнд   | Осм      | См       | МС       | См            | Спр           | Пр            | Инд           | Осм           | Эст           | МС            | Инд  | МС   | Осм  | См   | Спр            | Эст            | Пр             | Спр    | Пр     | МС     |
| 21              | 74              | —         | —         | —         | —         | —         | —         | —          | —          | —          | —           | —           | —           | 28      | 37      | —       | —          | 38         | 40         | —        | —        | —        | —        | —             | —             | —             | —             | —             | —             | —             | —    | —    | —    | —    | —              | —              | —              | —      | —      | —      |

### Результаты на Чемпионатах Европы
| Год  | Место проведения | Спринт | Гонка преследования | Индивидуальная гонка | Смешанная эстафета | Сингл-микст |
| ---- | ---------------- | ------ | ------------------- | -------------------- | ------------------ | ----------- |
| 2022 | Арбер            | 12     | 12                  | 16                   | 4                  | —           |
| 2023 | Ленцерхайде      | 50     | 26                  | 70                   | —                  | —           |
| 2024 | Осрблье          | 9      | 3                   | 9                    | 2                  | —           |

### Кубок IBU
Результаты сезонов на Кубке IBU
| Сезон     | Очки | Общий зачёт | Индивидуальная гонка | Спринт | Гонка преследования | Масс-старт |
| --------- | ---- | ----------- | -------------------- | ------ | ------------------- | ---------- |
| 2021/2022 | 159  | 40          | 12                   | 56     | 30                  | —          |
| 2022/2023 | 108  | 56          | 36                   | 51     | 61                  | —          |
| 2023/2024 | 803  | 1           | 20                   | 1      | 1                   | 2          |

| 2023/2024 Итоги | 2023/2024 Итоги | Контиолахти | Контиолахти | Контиолахти | Контиолахти | Идре | Идре | Идре | Шушен | Шушен | Шушен | Мартелл-валь-Мартелло | Мартелл-валь-Мартелло | Мартелл-валь-Мартелло | Риднау-валь-Риданна | Риднау-валь-Риданна | Риднау-валь-Риданна | Риднау-валь-Риданна | ЧЕ Осрблье | ЧЕ Осрблье | ЧЕ Осрблье | ЧЕ Осрблье | ЧЕ Осрблье | Арбер | Арбер | Обертиллиах | Обертиллиах | Обертиллиах | Обертиллиах | Обертиллиах | Обертиллиах | Обертиллиах |
| Очков           | Место           | Инд         | Спр         | См          | Осм         | Спр  | Спр  | Пр   | Спр   | Пр    | МС    | КорИнд                | Спр                   | Пр                    | Спр                 | МС                  | См                  | Осм                 | Инд        | Спр        | Пр         | См         | Осм        | Спр   | Спр   | Спр         | Пр          | См          | Осм         | КорИнд      | Спр         | МС          |
| 803             | 1               | 35          | 3           | 3           | —           | 5    | 19   | 4    | 1     | 20    | 4     | —                     | —                     | —                     | —                   | —                   | —                   | —                   | 9          | 9          | 3          | 2          | —          | DNS   | 27    | 2           | 2           | —           | —           | 7           | 3           | 2           |

| 2022/2023 Итоги | 2022/2023 Итоги | Идре | Идре | Идре | Идре | Риднау-валь-Риданна | Риднау-валь-Риданна | Риднау-валь-Риданна | Брезно-Осрблье | Брезно-Осрблье | Брезно-Осрблье | Брезно-Осрблье | Брезно-Осрблье | Поклюка | Поклюка | Поклюка | ЧЕ Ленцерхайде | ЧЕ Ленцерхайде | ЧЕ Ленцерхайде | ЧЕ Ленцерхайде | ЧЕ Ленцерхайде | Обертиллиах | Обертиллиах | Канмор | Канмор   | Канмор  | Канмор | Канмор | Канмор | Канмор | Канмор |
| Очков           | Место           | Спр  | Пр   | Инд  | Спр  | Спр                 | Пр                  | МС                  | ССпр(кв)       | ССпр(ф)        | Спр            | См             | Осм            | КорИнд  | Спр     | Спр     | Инд            | Спр            | Пр             | См             | Осм            | Спр         | Спр         | Спр    | ССпр(кв) | ССпр(ф) | МС     | Спр    | Пр     | См     | Осм    |
| 108             | 56              | 20   | 45   | 26   | 29   | —                   | —                   | —                   | —              | —              | —              | —              | —              | 26      | 34      | 18      | 70             | 50             | 26             | —              | —              | —           | —           | —      | —        | —       | —      | —      | —      | —      | —      |

| 2021/2022 Итоги | 2021/2022 Итоги | Идре | Идре | Идре | Шушен    | Шушен   | Шушен | Шушен | Обертиллиах | Обертиллиах | Обертиллиах | Обертиллиах | Брезно-Осрблье | Брезно-Осрблье | Брезно-Осрблье | Брезно-Осрблье | Брезно-Осрблье | ЧЕ Арбер | ЧЕ Арбер | ЧЕ Арбер | ЧЕ Арбер | ЧЕ Арбер | Нове-Место | Нове-Место | Ленцерхайде | Ленцерхайде | Ленцерхайде | Ленцерхайде | Риднау-валь-Риданна | Риднау-валь-Риданна | Риднау-валь-Риданна | Риднау-валь-Риданна |
| Очков           | Место           | Спр  | Спр  | Пр   | ССпр(кв) | ССпр(ф) | Спр   | МС    | Инд         | Спр         | См          | Осм         | Спр            | Спр            | КорИнд         | Спр            | Пр             | Инд      | Спр      | Пр       | См       | Осм      | Спр        | Спр        | Спр         | ССпр(кв)    | ССпр(ф)     | МС          | Спр                 | Пр                  | Осм                 | См                  |
| 159             | 40              | —    | —    | —    | —        | —       | —     | —     | —           | —           | —           | —           | 34             | 69             | 10             | 21             | 23             | 16       | 12       | 12       | 4        | —        | —          | —          | —           | —           | —           | —           | —                   | —                   | —                   | —                   |

### Юниорские достижения
Результаты на чемпионате мира среди юниоров
| Год  | Место проведения | Категория | Спринт | Гонка преследования | Индивидуальная гонка | Эстафета |
| ---- | ---------------- | --------- | ------ | ------------------- | -------------------- | -------- |
| 2020 | Ленцерхайде      | U19       | 3      | 11                  | 15                   | 5        |
| 2021 | Обертиллиах      | U19       | 23     | 10                  | 26                   | —        |
| 2022 | Солджер Холлоу   | U22       | 28     | 11                  | 2                    | 3        |

Результаты на чемпионате Европы среди юниоров
| Год  | Место проведения | Спринт | Гонка преследования | Индивидуальная гонка | Смешанная эстафета | Сингл-микст |
| ---- | ---------------- | ------ | ------------------- | -------------------- | ------------------ | ----------- |
| 2023 | Мадона           | 25     | 19                  | 52                   | —                  | —           |